# Комеринг (язык)
Язык комеринг (индон. Bahasa Komering) входит в состав австронезийской семьи, распространён в провинциях Южная Суматра и Лампунг на юге Суматры.
По данным Ethnologue, количество носителей данного языка составляло 470 тыс. чел. в 2000 году. В основном, на этом языке говорят в долине одноимённой реки.
Согласно принятой классификации австронезийских языков, комеринг относится к малайско-полинезийской группе, западнозондской зоне, к её лампунгской ветви. Выделяются пять диалектов. Часть исследователей считает, что лампунгская ветвь представлена одним языком (собственно, лампунгским), а остальные являются его диалектами, в том числе, комеринг. В то же время, наблюдается значительное лексическое сходство с диалектом апи языка лампунг (70-74 %), в связи с чем комеринг нередко включается в состав этого диалекта.

## Словарь
Сравнение некоторых слов языка комеринг с индонезийским.
| Русский | Комеринг | Индонезийский/Малайский |
| ------- | -------- | ----------------------- |
| дерево  | kayu     | kayu                    |
| зола    | habu     | abu                     |
| земля   | tanoh    | tanah                   |
| трава   | jukuk    | rumput                  |
| яйцо    | hatolui  | telur                   |
| три     | tolu     | tiga                    |
| пять    | lima     | lima                    |
| дождь   | hujan    | hujan                   |
| украсть | hambur   | hambur («потратить»)    |